# André Koechlin & Cie

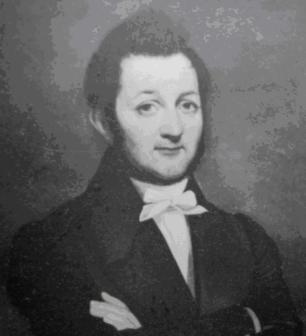
André Koechlin

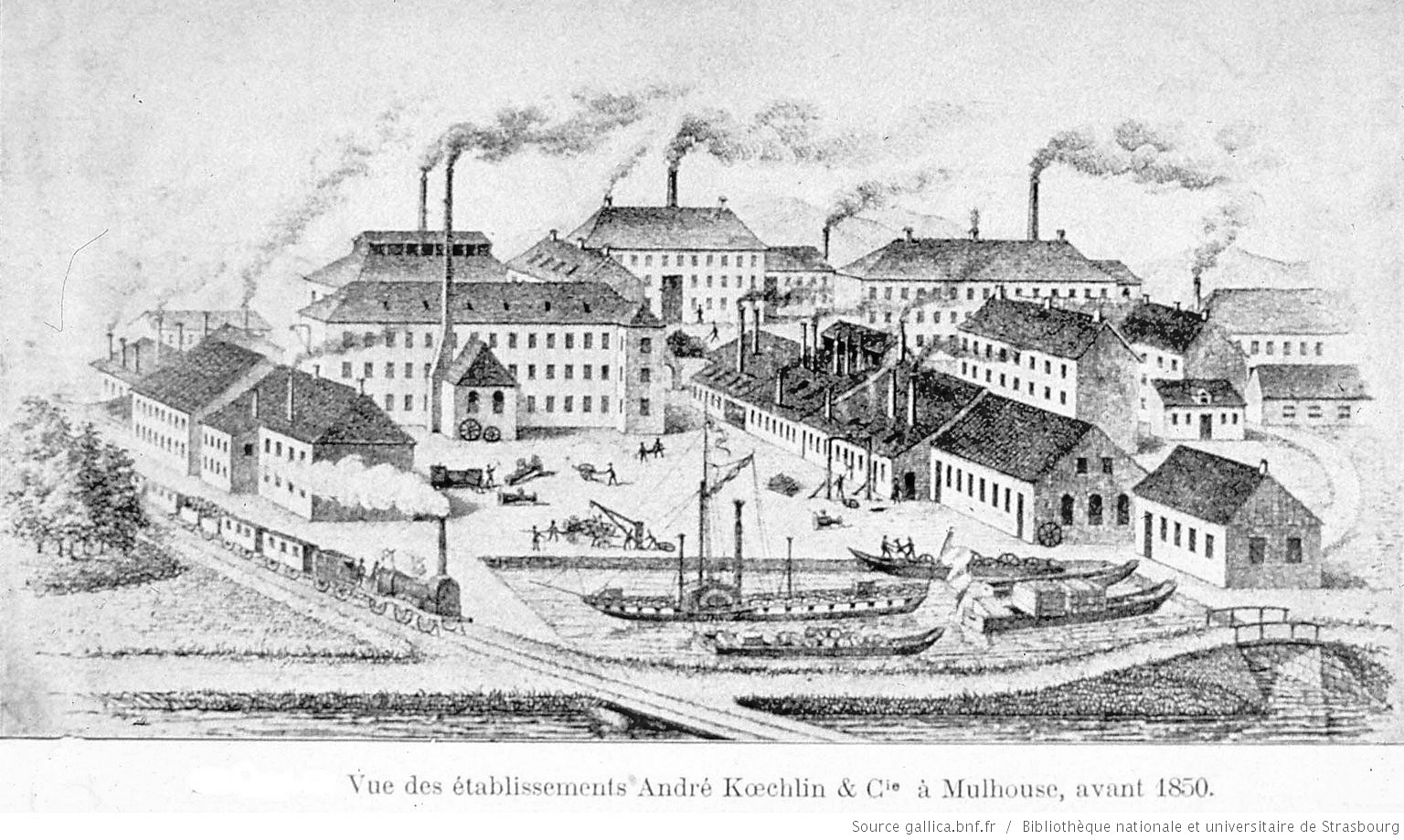
Die Fabrik vor 1850

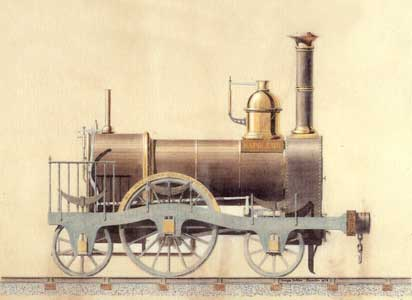
Die erste Dampflokomotive Napoleon, die Koechlin für die Mulhouse–Thann-Eisenbahn konstruiert hat

André Koechlin & Cie war ein französisches Unternehmen, das 1826 von André Koechlin als mechanische Fabrik in Mulhouse gegründet wurde.

## Gründung
Zu Beginn des 19. Jahrhunderts führte die Mechanisierung und Entwicklung der Textilindustrie zur Gründung von mechanischen Fabriken, die der Textilindustrie die notwendige Ausrüstung zur Verbesserung ihrer Produktion zur Verfügung stellten. André Koechlin, ein Industrieller und Geschäftsmann aus Mulhouse, der Erfahrung in der Textilproduktion und erhebliche finanzielle Mittel hatte, erkannte 1823 die Möglichkeiten des sich schnell entwickelnden Marktes. Zwei Jahre später begann er, sein Geschäft vorzubereiten, als er 1825 ein neun Hektar großes Grundstück am Rhône-Rhein-Kanal in der Nähe der Porte du Miroir in Mulhouse kaufte.
Koechlin ging dann nach England, das an der Spitze der Spitzentechnologien stand und suchte dort nach den technischen Lösungen, die ihm fehlten. Über einen Handelsvertreter kontaktierte er Richard Roberts, der 1822 ein Patent für einen mechanischen Webstuhl eingereicht hatte und im März 1825 das erste Patent für einen selbsttätigen Spinning Mule. Verhandlungen führen zur Unterzeichnung eines Vertrags am 8. Juni 1826. Diese Vereinbarung sah unter Beteiligung der Firma Sharp, Roberts & Company aus Manchester, deren Partner Roberts war, den Bau einer schlüsselfertigen mechanischen Fabrik auf dem in Mulhouse erworbenen Grundstück vor. Koechlin finanzierte vor allem alles, was den Bau betraf und die Engländer brachten ihr Know-how, die Pläne, die Maschinen und Hilfe durch die Entsendung von Technikern und Arbeitern nach Frankreich mit. Die finanzielle Vereinbarung zwischen Koechlin und der englischen Gesellschaft wurde nicht publiziert.
Die Anlage wurde im Mai 1828 in Betrieb genommen, was es möglich machte, die ersten Lieferungen am Ende desselben Jahres durchzuführen. Zu Beginn des Jahres 1829 gelang es der Firma, für die Firma Boucart père & fils zu beauftragen, die notwendige Ausrüstung, unter Ausnahme von Dampfmaschinen, für einen Preis von 213 000 Francs für eine Textilfabrik in der Nähe herzustellen und zu liefern.
Das Werk expandierte und erweiterte das Sortiment auf Wasserturbinen, Dampfmaschinen und andere Metallprodukte. Der Bau der Eisenbahn von Mulhouse nach Thann im Jahr 1839 geht zurück auf eine Idee von Nicolas Cadiat (1805–1856), dem Leiter des Dampfmaschinenbaus bei Koechlin & Cie. Die Realisierung der Strecke bot dem Unternehmen die Gelegenheit, mit dem Bau von Lokomotiven und Wagen ins Eisenbahngeschäft einzusteigen. Im Jahr 1839 verließen die ersten Lokomotiven das Werk. Bis zu Fusion zur Elsässischen Maschinenbau-Gesellschaft Grafenstaden im Jahr 1872  wurden 1412 Lokomotiven gebaut.
Die Fabrik gab dem Stadtviertel La Fonderie (Gießerei) in Mulhouse seinen Namen. Das Werk in Mulhouse war ein Vorfahre von SACM und Alsthom.